# Saint-Père (Yonne)
Saint-Père település Franciaországban, Yonne megyében. Lakosainak száma 287 fő (2022. január 1.). Saint-Père Tharoiseau, Pierre-Perthuis, Asquins, Domecy-sur-le-Vault, Foissy-lès-Vézelay, Menades és Vézelay községekkel határos.

## Népesség
A település népessége az elmúlt években az alábbi módon változott:
| Lakosok száma | 335  | 319  | 324  | 310  | 303  | 295  | 292  | 291  | 287  |
|               | 2013 | 2015 | 2016 | 2017 | 2018 | 2019 | 2020 | 2021 | 2022 |